# کارل استارفلت
کارل استارفلت (انگلیسی: Carl Starfelt؛ زادهٔ ۱ ژوئن ۱۹۹۵) بازیکن فوتبال اهل سوئد است که در حال حاضر برای سلتاویگو در پست مدافع بازی می‌کند.
از باشگاه‌هایی که در آن بازی کرده است می‌توان به بروماپویکارنا، یوتبری، روبین کازان، سلتیک و سلتاویگو اشاره کرد.
وی همچنین در تیم‌های ملی فوتبال زیر ۱۹ سال و بزرگسالان سوئد بازی کرده است.

## دوران باشگاهی

### بروماپویکارنا
کارل استارفلت دوران حرفه‌ای خود را در باشگاه برومپویکرنا آغاز کرد و در ۳۰ مارس ۲۰۱۴، نخستین بازی خود را در آلوسونسکان برابر کالمار انجام داد.

### گوتبورگ
او پیش از آغاز فصل ۲۰۱۸ آلوسونسکان به گوتبورگ پیوست.

### روبین کازان
در ۱۳ ژوئیهٔ ۲۰۱۹، او قراردادی چهار ساله با باشگاه لیگ برتر روسیه، یعنی روبین کازان امضا کرد.

### سلتیک
در ۲۱ ژوئیهٔ ۲۰۲۱، استارفلت با قراردادی چهار ساله به تیم لیگ برتر اسکاتلند، یعنی سلتیک پیوست. او با کامرون کارتر-ویکرز، دیگر خرید تابستانی باشگاه، زوج مدافع میانی تشکیل داد؛ زوجی که به سلتیک در کسب عنوان قهرمانی فصل ۲۲–۲۰۲۱ کمک کرد و این تیم را به بهترین خط دفاعی لیگ تبدیل کرد.
در ۲ دسامبر ۲۰۲۱، استارفلت برای عملکردش در پیروزی ۱–۰ خانگی مقابل هارت آف میدلوتیان، برای نخستین بار جایزهٔ بهترین بازیکن زمین را دریافت کرد.
در ۱۹ دسامبر ۲۰۲۱، استارفلت در دیدار فینال جام اتحادیه ۲۲–۲۰۲۱، برابر هیبرنین در ترکیب اصلی سلتیک قرار گرفت. سلتیک با دو گل کیوگو فوروهاشی با نتیجهٔ ۲–۱ پیروز شد و استارفلت نخستین افتخار دوران حرفه‌ای خود را کسب کرد.
در ۱۸ آوریل ۲۰۲۲، استارفلت در وقت اضافه برابر رنجرز گل به خودی زد و باعث پیروزی ۲–۱ حریف و صعود آنان به فینال جام حذفی شد؛ جایی که رنجرز قهرمان شد.
در ۱۴ اوت ۲۰۲۲، او نخستین گل خود برای سلتیک را در پیروزی ۵–۰ برابر کیلمارنوک در لیگ برتر اسکاتلند به ثمر رساند. گل دوم او نیز در ۲۸ اوت ۲۰۲۲ و در پیروزی ۹–۰ مقابل داندی یونایتد به ثمر رسید.
در ۲ نوامبر ۲۰۲۲، استارفلت نخستین بازی خود در لیگ قهرمانان اروپا را در شکست ۵–۱ برابر رئال مادرید و در ورزشگاه برنابئو انجام داد.

### سلتاویگو
در ۱۰ اوت ۲۰۲۳، استارفلت با مبلغ ۴٫۳ میلیون پوند به سلتاویگو پیوست.

## دوران ملی
استارفلت پس از دو بازی برای تیم زیر ۱۹ سال سوئد در سال ۲۰۱۴، در ۳۰ سپتامبر ۲۰۲۰ برای نخستین بار به تیم ملی بزرگسالان سوئد برای دیدارهای ماه اکتبر ۲۰۲۰ برابر روسیه، کرواسی و پرتغال دعوت شد. او در ۸ اکتبر ۲۰۲۰ نخستین بازی ملی کامل خود را در یک بازی دوستانه برابر روسیه انجام داد و در تمام ۹۰ دقیقه در کنار سباستین هولمن در پست مدافع میانی بازی کرد؛ دیداری که با پیروزی ۲–۱ سوئد همراه بود.

## زندگی شخصی
استارفلت با فوتبالیست استرالیایی جاسینتا گالاباداراچچی در رابطه است.